# ジャン・レヘイン
ジャン・レヘイン（Jan Lehane, 1941年7月9日 - ）は、オーストラリア・ニューサウスウェールズ州グレンフェル出身の女子テニス選手。1960年から1963年まで、全豪選手権女子シングルス決勝でマーガレット・スミスと4年連続の決勝対決をし、4年連続準優勝になった人である。同選手権では1960年と1961年の混合ダブルスで優勝した。左利きの選手で、グラウンド・ストロークを両手打ちしていた。現役選手の期間中、1966年に結婚して Jan Lehane O'Neill （ジャン・レヘイン・オニール）という名前になった。
ジャン・レヘインは1958年から全豪選手権に出場し始め、最初は1回戦でメアリー・ベヴィス・ホートンに敗れたが、翌1959年にメアリー・カーター・レイタノとの準決勝まで進んだ。1960年から1963年まで、全豪選手権の女子シングルス決勝は「4年連続」でレヘインとマーガレット・スミスの顔合わせになり、スミスが4戦全勝した。2人が1960年に最初の決勝対決をした時、スミスは17歳、レヘインは18歳であった。スミスは準々決勝で当時の世界1位だったマリア・ブエノ（ブラジル）を破って脚光を浴び、レヘインとの決勝戦でセンター・コートに立ったが、当時の全豪選手権ではオーストラリア女子選手どうしの試合がセンター・コートで行われることは少なかったという。スミスは最近の回想で「ジャン（レヘイン）の両手打ちバックハンド・ストロークの攻略を覚えたら、もう2度と彼女に負けることはなかった」と書き記した（本記事の参考文献、82・83ページ）。ここから1966年まで、スミスは全豪選手権女子シングルス「7連覇」を達成し、以後1973年全米オープンまで4大大会通算「24勝」の女子歴代1位記録を樹立する。最初期にスミスの壁にぶつかった選手が、全豪で4年連続準優勝者になったレヘインである。4度の決勝戦で、レヘインはいずれもストレート負けに終わった。
女子シングルスで最初の決勝戦に進んだ1960年、ジャン・レヘインは混合ダブルスでトレバー・ファンカット（南アフリカ）とペアを組んで初優勝した。1961年、彼女は女子シングルス・女子ダブルス・混合ダブルスで3部門決勝進出があり、混合ダブルスで（前年と違う）ボブ・ヒューイットと組んで優勝したが、女子ダブルスではメアリー・ベヴィス・ホートンとのペアで準優勝になった。最後のシングルス決勝を戦った1963年は、女子ダブルスでレスリー・ターナーと組んで準優勝している。レヘインの全豪ダブルス成績は、混合ダブルス優勝2度・女子ダブルス準優勝2度となった。
レヘインの全豪選手権以外の4大大会成績は、シングルスは全仏選手権・ウィンブルドン選手権・全米選手権ともベスト8が自己最高成績であった。全仏選手権には1960年から1964年まで5年連続出場し、1961年を除いて4度ベスト8に入っている。ウィンブルドン選手権は1963年の1度、全米選手権は1960年・1961年の2度ベスト8があったが、海外の4大大会では準決勝に勝ち残れなかった。女子ダブルスでは、レヘインはスミスと組んで1961年ウィンブルドン選手権に準優勝がある。レヘインとスミスは、ウィンブルドン・ダブルス決勝でカレン・ハンツェ＆ビリー・ジーン・モフィット（ともにアメリカ）組に 3-6, 4-6 で敗れた。1963年から女子テニス国別対抗戦「フェデレーションカップ」が始まり、レヘインは1963年の第1回フェデレーション杯でオーストラリア代表選手に選ばれた。
1964年、レヘインはスミスと全豪選手権準決勝で当たってしまい、ここでもストレート負けを喫した。1966年までは独身選手の「ジャン・レヘイン」の名前でプレーしたが、この後結婚して「ジャン・レヘイン・オニール」の名前になる。彼女は膝の故障に悩み、1967年全豪選手権でベスト8敗退に終わった後、しばらく選手経歴が中断した。全豪選手権は、1969年から「全豪オープン」の名前に変更される。ジャン・オニールは「全豪オープン」にも断続的に参加し、1971年全豪オープンで4年ぶりのベスト8に入った。彼女の最後の試合出場は、1977年1月開催大会の2回戦であり、1975年に現役引退した宿敵のマーガレット・スミス・コートよりも少し長くテニス界にとどまった。

## 主な成績
- 全豪選手権　女子シングルス準優勝：4度（1960年-1963年）／女子ダブルス準優勝：2度（1961年・1963年）／混合ダブルス：2勝（1960年・1961年）
- ウィンブルドン選手権　女子ダブルス準優勝：1961年